# Sullivan, Indiana
Sullivan este o localitate, municipalitate și sediul comitatului omonim, Sullivan, statul Indiana, Statele Unite ale Americii.